# Episodi di Grand Hotel - Intrighi e passioni (prima stagione)
La prima stagione del serial televisivo spagnolo Grand Hotel - Intrighi e passioni (Gran Hotel), composta da 9 puntate da 80 minuti ciascuna, è stata trasmessa in Spagna su Antena 3 dal 4 ottobre al 6 dicembre 2011.
In Italia la stagione è andata in onda su Canale 5 dal 9 giugno al 7 luglio 2021 con due puntate a settimana.
| N° | Titolo originale           | Prima TV Spagna  | Titolo italiano           | Prima TV Italia |
| -- | -------------------------- | ---------------- | ------------------------- | --------------- |
| 1  | La doncella en el estanque | 4 ottobre 2011   | La fanciulla nello stagno | 9 giugno 2021   |
| 2  | El anónimo                 | 11 ottobre 2011  | La lettera anonima        | 9 giugno 2021   |
| 3  | El cuchillo de oro         | 18 ottobre 2011  | Il coltello d'oro         | 16 giugno 2021  |
| 4  | La casa abandonada         | 25 ottobre 2011  | La casa abbandonata       | 16 giugno 2021  |
| 5  | Luna de sangre             | 1º novembre 2011 | Luna di sangue            | 23 giugno 2021  |
| 6  | La joya desaparecida       | 8 novembre 2011  | Il gioiello scomparso     | 23 giugno 2021  |
| 7  | La carta robada            | 22 novembre 2011 | La lettera rubata         | 26 giugno 2021  |
| 8  | La sangre de la doncella   | 29 novembre 2011 | Il sangue della fanciulla | 26 giugno 2021  |
| 9  | La huella                  | 6 dicembre 2011  | L'impronta                | 7 luglio 2021   |

## La fanciulla nello stagno
- Titolo originale: La doncella en el estanque
- Diretto da: Carlos Sedes
- Scritto da: Ramón Campos, Gema R. Neira, Eligio R. Montero, Cristóbal Garrido, Ana Domínguez & María López Castaño

### Trama
Spagna, 1905. Il giovane e umile Julio Olmedo raggiunge la cittadina di Cantaloa per visitare sua sorella Cristina, dipendente al famoso Grand Hotel gestito dalla prestigiosa famiglia Alarcón. Julio non ha più notizie della sorella da oltre un mese: in effetti, un flashback mostra Cristina venire convocata nelle camere private di Donna Teresa Alarcón, la proprietaria del Grand Hotel, che l'accusa di averle rubato qualcosa di molto importante; così Cristina, quella sera stessa, durante la Festa della Luce per l'inaugurazione della corrente elettrica nell'albergo, scappa via venendo però sopraffatta da un individuo armato di un coltello d'oro.
Una volta giunto al Grand Hotel, Julio viene a sapere da un cameriere di nome Andrés Salinas, figlio della capo-governante femminile Ángela Salinas, del licenziamento di Cristina causato perché sospettata di aver derubato una cliente, l'anziana nobildonna "Lady". Non credendo a questa versione della storia, Julio riesce a farsi assumere come cameriere nell'hotel dal rigido maître Benjamín Nieto per indagare sulla misteriosa scomparsa di sua sorella, mantenendo nascosto il legame con Cristina, del quale è a conoscenza soltanto Andrés. Nel mezzo di una cena al Grand Hotel, Julio si spaccia per un cliente per avvicinarsi a Lady e capirne di più, ma la donna nega di essere stata vittima di un furto, il che rinsalda le convinzioni di Julio, mentre Donna Teresa annuncia pubblicamente l'imminente matrimonio di sua figlia Alicia con il direttore Diego Murquìa, rovinando i piani dell'altra sua figlia incinta Sofía, la quale sperava che suo marito Alfredo Samaniego, futuro marchese di Vergara, venisse eletto nuovo direttore del Grand Hotel.
Julio, sempre sotto mentite spoglie, conosce anche Alicia, che sembra essere contraria a un'unione di convenienza che potrebbe tuttavia salvare la sua famiglia dalla bancarotta. Dopo essersi intrattenuto con la cameriera Belén, Diego, su ordine di Donna Teresa, commissiona dei malviventi per pestare violentemente Javier, suo figlio maschio, e sottrarlo ad una taverna di scommesse, ma Javier viene prontamente soccorso da Julio. Quest'ultimo, il giorno successivo, mentre ispeziona la vecchia stanza di Cristina, che condivideva con Belén, rinviene sotto le assi del pavimento diverse lettere scritte dalla sorella, una fotografia che raffigura un uomo e una donna, e infine una chiave.
Julio s'impossessa sia della chiave sia della foto, che smarrisce quando entra sbadatamente nella camera di un cliente, che la restituisce a Diego, il quale, a sua volta, confida le sue preoccupazioni in merito a Donna Teresa; Diego riceve poi un pacco contenente la divisa insanguinata di Cristina. Intanto Alfredo, dopo essere stato oltraggiato da Donna Teresa, che non lo reputa degno di prendere le redini dell'hotel, ha un'aspra litigata con Sofía che culmina con lei che cade da una rampa di scale. Alicia, attraverso delle fotografie scattate la sera precedente alla cena, capisce che Julio è un impostore e pretende di sapere la verità, perciò il ragazzo le comunica della sua vera identità e della sua missione segreta al Grand Hotel. In tutto ciò, un uomo non vedente trova in riva al fiume circostante l'albergo il cadavere di Jimena, una prostituta che frequentava Javier.
- Ascolti Spagna: telespettatori 3 719 000 – share 20%[5].
- Ascolti Italia: telespettatori 1 763 000 – share 10,90%[6].

## La lettera anonima
- Titolo originale: El anónimo
- Diretto da: Carlos Sedes
- Scritto da: Ramón Campos, Gema R. Neira, Eligio R. Montero, Cristóbal Garrido, Ana Domínguez & María López Castaño

### Trama
Mentre l'hotel è in subbuglio per l'incidente alle scale di Sofía, Julio trova in un fornello delle cucine l'abito sporco di sangue di Cristina di cui Diego voleva sbarazzarsi. Parlandone anche con Alicia, quest'ultima nota che la macchia di muschio sul grembiule di Cristina proviene dal lago, così Julio e Alicia perlustrano la zona e riesumano un bottone appartenente alle divise dei camerieri maschi. Intanto, Sofía sopravvive alla caduta, ma perde il bambino, per cui Donna Teresa ricatta il medico al fine di mentire affermando il falso. Contemporaneamente, anche Belén scopre di essere rimasta incinta di Diego, il quale, in ritorsione alla decisione della donna di voler tenere il piccolo e poterlo quindi screditare, decide di licenziarla in tronco. Andrés, segretamente invaghito di Belén e mal sopportando la situazione, si finge il padre del suo bambino per spingere sua madre Ángela a convincere Donna Teresa a riassumere Belén. Donna Teresa prende due piccioni con una fava: acconsente a reintegrare Belén al Grand Hotel a patto che la donna le renda l'infante alla nascita promettendole di affidarlo ad una buona famiglia, mentre invece intende farlo passare per il figlioletto di Sofía.
Julio si accorge che dalla giacca di Andrés manca un bottone e comincia a dubitare di lui, ma poi capisce da Alicia che le uniformi del personale si tramandano da persona a persona, e dai registri che Alicia riesce a recuperare dall'ufficio di Diego leggono che il precedente proprietario della divisa era Pascual, l'attuale addetto al ricevimento. Nel frattempo, Javier viene contattato da Sebastián, dal direttore della locanda in cui era solito andare, che gli intima di raccontare alla polizia di essere stato l'ultimo a vedere Jimena viva qualora Julio non gareggi per lui in uno dei suoi scontri fisici clandestini. Seppur sotto pressione, Julio accetta, ma va contro le regole imposte da Javier e vince la sfida.
A Diego viene recapitata una lettera minatoria nella quale gli chiedono di pagare un'ingente quantità di denaro se non vuole che si sappia che fine abbia fatto Cristina, ma Alicia, percependo qualcosa di insolito, trova il biglietto e affronta Diego. Quest'ultimo si discolpa dicendo che la lettera era in realtà indirizzata a Don Anselmo, un rinomato pianista che sta soggiornando al Grand Hotel. Alicia riporta ogni cosa a Julio, che, furente, sta per vendicarsi di Don Anselmo per aver fatto del male a sua sorella, ma l'uomo, all'ultimo minuto, dichiara di non aver presenziato la sera della Festa della Luce, momento della sparizione di Cristina.
Alicia si reca all'appuntamento con l'enigmatico mandante della lettera, che ha chiesto 50 000 peseta per tenere il silenzio su un segreto, ma ne perde le tracce. In tutto ciò, il detective Horacio Ayala si occupa del caso di morte di Jimena e all'interno del suo corpo trova un frammento dell'arma usata dall'assassino: un coltello d'oro. La scoperta porta Ayala al Grand Hotel, l'unico luogo dov'è possibile avere uno strumento del genere. Dopo aver interrogato Benjamín, Ayala si appresta a setacciare le stanze dei dipendenti, ma pur non essendo fortunato, in compenso ritrova la divisa di Cristina che Julio aveva nascosto. Fuori dall'hotel, Ayala viene informato dal gestore della locanda del rapporto tra Jimena e Javier.
- Ascolti Spagna: telespettatori 3 477 000 – share 19,7%[5].
- Ascolti Italia: telespettatori 1 763 000 – share 10,90%[6].

## Il coltello d'oro
- Titolo originale: El cuchillo de oro
- Diretto da: Sílvia Quer
- Scritto da: Ramón Campos, Ana Domínguez, Cristóbal Garrido, María López Castaño, Gema R. Neira, Tina Olivares & Eligio R. Montero

### Trama
Ayala informa Javier che Jimena è morta, proprio Javier è il principale sospettato, anche perché non ha un passato limpido, è stato in prigione a Madrid per aggressione. La madre di Alfredo, Donna Elisa, viene a trovarlo, non ha mai avuto una grande opinione di Sofía e della sua famiglia, aleggia il sospetto che Sofía non è in stato di gravidanza, Elisa cerca di scoprire la verità dal medico di Sofía, il quale è costretto al silenzio da Teresa che è a conoscenza dai registri dell'hotel che lui tradisce la moglie, e anche se entra in possesso della pagina dei registri scopre che Teresa ne conserva una copia, quindi per evitare che si venga a sapere delle sue infedeltà, lascia l'hotel.
Ángela non accetta che suo figlio Andrés abbia deciso di sposare la cameriera Belén, di cui è innamorato, allo scopo di proteggere la sua reputazione dato che aspetta un bambino da Diego, infatti Ángela cerca in tutti i modi di fargli capire che Belén non è una brava donna. Benjamín ha capito che Julio e Alicia provano dei sentimenti l'uno per l'altra, cercando di disilludere Julio dato che lui e Alicia vengono da due estrazione sociali troppo diverse, e non avrebbero un futuro insieme.
Una cameriera trova nella camera da letto di Javier il coltello con cui è stata uccisa Jimena: sembra a tutti gli effetti la prova incriminante, e la dà a Ángela che a sua volta la affida a Teresa che consiglia ad Javier di usarlo per incastrare un'altra persona al suo posto. Javier mette il coltello nella stanza di Andrés, che viene arrestato da Ayala. Julio scopre che Pascual possiede i gemelli di suo padre, che li aveva dati a Cristina, la quale a sua volta li aveva regalati a Pascual: infatti Julio scopre che i due avevano una relazione.
Ángela, avendo scoperto che Sofía non aspetta un bambino, costringe Teresa a prosciogliere Andrés dai capi d'accusa e a far arrestare Javier. Il mandante della lettera è Pascual, il quale è a conoscenza di un segreto e cerca di scappare dall'hotel con i soldi prendendo Alicia come ostaggio. Julio cerca di salvarla rivelando a Pascual di essere il fratello di Cristina, chiedendogli se è stato lui a ucciderla; Pascual gli giura di essere innocente e che amava Cristina, e che non è nemmeno Diego l'assassino, poi interviene Diego che spara a Pascual uccidendolo.
- Ascolti Spagna: telespettatori 3 401 000 – share 18,6%[5].
- Ascolti Italia: telespettatori 1 275 000 – share 6,00%[7].

## La casa abbandonata
- Titolo originale: La casa abandonada
- Diretto da: Sílvia Quer
- Scritto da: Ramón Campos, Ana Domínguez, Cristóbal Garrido, María López Castaño, Gema R. Neira, Tina Olivares & Eligio R. Montero

### Trama
Diego, più che per proteggere la sua fidanzata Alicia, sembra aver ucciso Pascual per evitare che quest'ultimo rivelasse il segreto. A Pascual viene data la colpa per la morte di Jimena, quindi Javier viene scagionato. Ad Alfredo viene un'idea per incrementare le prenotazioni nell'hotel: organizzare una battuta di caccia, ma Diego si appropria della sua idea per umiliarlo.
Julio serve Alicia e Diego durante la loro cena romantica, in cui Diego le regala una collana; per Julio è sempre più difficile accettare che Alicia sposerà un altro uomo. Javier seduce Eugenia, la figlia di un cliente dell'hotel, e per evitare uno scandalo è costretto a fidanzarsi con lei. Alicia e Julio, indagando insieme, godono sempre di più della compagnia reciproca. Ayala scopre che Julio in realtà è il fratello di Cristina.
Benché Sofía e Alfredo tentino in tutti i modi di spiegare a Teresa che la battuta di caccia è stata un'idea di Alfredo e non di Diego, preferisce prendere le difese di quest'ultimo anche se ha capito che Sofía e Alfredo hanno detto la verità. Teresa redarguisce Diego, chiarendo che è l'ultima volta che gli permetterà di umiliare Sofía.
Julio scopre che la chiave che aveva trovato serve ad aprire la porta di ingresso della casa di Pascual: lì vi trova oggetti preziosi che Cristina rubava per poi darli a Sebastián. Qualcuno gli arriva alle spalle tramortendolo con una bottiglietta di vetro in testa. Belén continua a creare sempre più problemi ad Ángela, infatti Diego ha deciso di proporla come prossima sostituta della sua futura suocera come capo-governante. Eugenia sorprende Javier a letto con sua sorella Mercedes e gli punta contro una pistola.
- Ascolti Spagna: telespettatori 3 302 000 – share 17,8%[5].
- Ascolti Italia: telespettatori 1 275 000 – share 6,00%[7].

## Luna di sangue
- Titolo originale: Luna de sangre
- Diretto da: Carlos Sedes
- Scritto da: María López Castaño, Olatz Arroyo & Moisés Ramos

### Trama
Javier disarma facilmente Eugenia. Il padre della ragazza si vede costretto a cambiare i suoi piani: adesso Javier dovrà sposare Mercedes, e per la serata al Grand Hotel si terrà una cena per rendere ufficiale il loro fidanzamento. Ignacio, amico di vecchia data di Alicia, giunge al Grand Hotel insieme a suo padre.
Ayala rivela a Julio che ha scoperto la verità: lui è il fratello di Cristina, è riuscito a scoprirlo attraverso le sue misure antropometriche trovando riscontro tra gli archivi dato che Julio in passato venne arrestato per furto. Ayala non intende intralciarlo, al contrario ritiene che Julio possa aiutarlo a scoprire la verità sulla morte di Cristina, e gli rivela che è stato trovato il suo cadavere; al momento dell'identificazione, però, Julio può confermare che non si tratta di sua sorella. Ayala facendo delle ricerche scopre che altre donne a Cantaloa sono state uccise per accoltellamento come Jimena: si tratta di un assassino seriale; Julio ha capito che le uccide durante le fasi lunari e che la prossima è in data odierna.
L'assassino evidentemente per abitudine uccide le donne con i coltelli del servizio d'oro del Grand Hotel, che verranno impiegati durante la cena del fidanzamento tra Mercedes e Javier. Per fermare l'assassino è necessario identificarlo, quindi Julio, Alicia, Ayala e Andrés sorvegliano i tavoli durante la cena per vedere chi tra gli invitati ruberà uno dei coltelli. Javier si presenta alla cena ubriaco dichiarando di non voler sposare né Mercedes né tanto meno Eugenia. Comunque la cena si svolge in maniera abbastanza tranquilla, nessuno ruba i coltelli, che poi vengono rimessi al loro posto, ma il misterioso assassino tramortisce Andrés, il quale stava facendo la guardia ai coltelli, e ne ruba uno usandolo per uccidere un'altra donna.
Eugenia, non accettando che Mercedes l'abbia umiliata portandogli via Javier, la butta giù da una finestra, poi si toglie la vita. Il padre di Ignacio, che accusa il defunto marito di Teresa di avergli sottratto il Grand Hotel, è venuto lì per "rubarle" il personale, e Ángela coglie l'occasione per sbarazzarsi di Belén in modo che le venga offerto un lavoro ben retribuito come capo-governante nell'hotel fuori città di proprietà del padre di Ignacio. Andrés non può accettare di perdere così Belén, la quale senza nessun riguardo per i suoi sentimenti ha accettato il lavoro. L'offerta che viene fatta a Belén, però, viene ritirata quando Teresa e Ángela fanno sapere al padre di Ignacio che Belén aspetta un bambino.
Alicia non si fida più di Julio dopo aver saputo da Ayala che è stato in prigione, quindi Julio le dà appuntamento per chiarire la faccenda: si era innamorato della donna sbagliata, tatuandosi perfino l'iniziale del suo nome, fu lei a spingerlo al furto per poi dargli tutta la colpa e scappare con i gioielli. Julio e Alicia rischiano di essere scoperti da Diego, ma Ignacio, avendo capito che Alicia ama Julio, riesce a coprirli mentendo a Diego dicendogli che aveva dato lui appuntamento a Alicia per scusarsi del comportamento di suo padre, che ha tentato di portare via dal Grand Hotel i suoi dipendenti. Diego è troppo geloso di Alicia, infatti ormai si è innamorato di lei.
Teresa decide di degradare Belén a semplice cameriera, dandogli un pagherò che potrà riscuotere dopo il parto; il bambino che darà alla luce verrà affidato a Sofía, che farà credere a Alfredo che è il loro. Ángela ha cambiato idea e ha preferito che Belén rimanesse al Grand Hotel perché, se fosse partita, Andrés sentendo la sua mancanza l'avrebbe idealizzata, ma rimanendo al suo fianco capirà un giorno che razza di persona lei è veramente. Alicia va nell'ufficio di Ayala e trova un mandato di arresto per omicidio: il capo d'accusa è a carico di Julio.
- Ascolti Spagna: telespettatori 3 412 000 – share 18,6%[5].
- Ascolti Italia: telespettatori 1 625 000 – share 9,00%[8].

## Il gioiello scomparso
- Titolo originale: La joya desaparecida
- Diretto da: Jorge Sánchez Cabezudo
- Scritto da: María López Castaño, Olatz Arroyo, Ana Domínguez & Daniel Castro

### Trama
Julio cercherà di scappare da Ayala, che lo sta cercando perché sospettato di omicidio: a quanto pare la donna che derubò è morta e Julio deve essere arrestato. Julio però viene prontamente avvertito da Alicia, e con l'aiuto di Andrés che mente ad Ayala facendogli credere che Julio è scappato rubandogli i suoi soldi, quest'ultimo può dunque continuare a lavorare al Grand Hotel. Andrés ha capito che il motivo per cui Julio non vuole andarsene non è solo dovuto al fatto che deve indagare sulla morte della sorella, ma anche perché non vuole separarsi da Alicia.
Il padre di Mercedes e Eugenia sfida a duello con le pistole Javier, ritenendolo colpevole di aver ucciso Eugenia e di aver spinto dalla finestra Mercedes, la quale è in bilico tra la vita e la morte (infatti non ha ancora recuperato i sensi). Sofía scopre che il piano di Teresa è quello di appropriarsi del figlio che a breve avrà Belén in modo che Alfredo possa credere che è il suo, ma Sofía rivela a sua madre una cosa che nemmeno lei sapeva: il bambino che aspetta Belén è di Diego. Quest'ultimo giura a Teresa di non essere mai stato infedele a Alicia e che dopo essersi fidanzato con lei aveva subito interrotto la sua relazione con Belén.
Sofía si rifiuta di crescere il figlio di Diego, con il quale ha un brutto rapporto, e decide dunque di prendere in mano la situazione: assume infatti come cameriera una giovane ragazza in stato di gravidanza di nome Catalina; ella accetta di tenere segreta la sua gravidanza e di affidare a Sofía il bambino quando nascerà. Julio vede il gioiello che aveva trovato nella casa di Pascual addosso a una delle clienti del Grand Hotel, quindi Alicia le chiede come se lo sia procurato e lei le spiega che suo marito lo ha comprato da un banco dei pegni. Julio leggendo le lettere della sorella scopre che il gioiello non era stato rubato da Cristina, in realtà apparteneva a lei, era stato Diego a regalarglielo, infatti era il suo amante. Alicia ne trova conferma quando Diego, con imbarazzo, le rivela di aver avuto una relazione con Cristina.
Teresa, pur essendo ancora disposta a pagare Belén, la mette al corrente del fatto che ora, potendo contare sul bambino che Catalina darà alla luce, non ha più bisogno di lei, quindi se Belén intende portare avanti la gravidanza dovrà prendersi cura lei di suo figlio. Teresa le propone un'alternativa: le offre della ruta con cui potrà abortire. Belén non accettando di essere trattata così, decide di dare la ruta a Catalina mettendolo nel suo tè; però Ángela, avendo notato ciò che lei ha fatto, scambia la tazza da tè di Catalina con quella di Belén, e quindi lei stessa assume la ruta.
Teresa schiaffeggia Diego avendo scoperto che lui e Cristina erano amanti, ma Diego tiene a precisare di non averla sedotta per divertimento, ma solo per manipolarla affinché tenesse la bocca chiusa sul segreto. Alicia, sospettando che Diego possa essere l'assassino di Cristina, lo denuncia ad Ayala che lo arresta. Ayala ha capito che Alicia sta aiutando Julio a nascondersi, chiedendole di far sì che lui si faccia vivo, perché senza la sua testimonianza non potrà incriminare Diego.
Javier si prepara ad affrontare il padre di Mercedes, ma la ragazza si risveglia facendo in modo che suo padre sappia la verità, ovvero che era stata Eugenia a buttarla giù dalla finestra, evitando così il duello. Julio va alla stazione di polizia, ma Diego incarica il suo assistente Garrido di ucciderlo; proprio quando sta per farlo, una donna aggredisce Garrido tramortendolo e salvando Julio, il quale scopre che la sua salvatrice è proprio Cristina.
- Ascolti Spagna: telespettatori 3 284 000 – share 17,9%[5].
- Ascolti Italia: telespettatori 1 625 000 – share 9,00%[8].

## La lettera rubata
- Titolo originale: La carta robada
- Diretto da: Carlos Sedes
- Scritto da: Olatz Arroyo, Gema R. Neira & Eligio R. Montero

### Trama
Julio e Alicia scoprono che Cristina è ancora viva. Lei inviava alla madre i soldi che guadagnava dal Grand Hotel, ma per vivere in maniera dignitosa rubava degli alcolici e indumenti per rivenderli a Sebastián; in seguito è stata costretta a inscenare la sua falsa morte dopo che aveva trovato al Grand Hotel una lettera il cui misterioso contenuto avrebbe potuto far perdere l'hotel a Teresa. Purtroppo Cristina, diventando l'amante di Diego, commise l'errore di rivelargli della lettera e lui lo riferì a Teresa, la quale incaricò Diego di occuparsi di Cristina; la sera della Festa della Luce, Cristina aggredì Diego che per autodifesa la colpì credendo di averla uccisa, e fu Pascual a salvarla. I due si innamorarono e decisero di scappare insieme dopo aver estorto a Diego del denaro spedendogli i vestiti insanguinati di Cristina per ricattarlo dato che lui credeva di averla uccisa; il piano è andato in fumo quando Diego ha ucciso Pascual, e quando Julio trovò il gioiello che Diego aveva regalato a Cristina nella casa di Pascual, lei lo tramortì colpendolo con la bottiglia di vetro per poi prendere il gioiello e venderlo al banco dei pegni.
Javier, sentendosi in colpa per quello che è accaduto a Eugenia, capisce che è arrivato il momento di responsabilizzarsi e chiede a Teresa di nominarlo sostituto di Diego come direttore del Grand Hotel, e la madre acconsente affiancandogli Alfredo come suo vice. Belén, pur avendo ingerito la ruta, non perde il bambino, e Catalina posiziona la ruta nella camera da letto di Belén in modo che Andrés possa trovarlo e capire che Belén voleva servirsene per far abortire Catalina. Alicia pretende che Cristina e Julio facciano cadere le accuse contro Diego, il quale non è colpevole di omicidio, anche se Cristina le fa tenere presente che lui voleva realmente ucciderla. Alicia non si fida di lei, non credendo nemmeno all'esistenza della fantomatica lettera.
Diego incarica Garrido di uccidere Julio, avendo capito che era lui il domestico che avrebbe dovuto testimoniare contro di lui visto che non era presente all'hotel (dato che si stava dirigendo alla stazione di polizia), ma Julio viene salvato da Alicia che mente a Garrido giustificando l'assenza di Julio affermando che la stava aiutando con un contrattempo. Cristina, tra lo stupore generale, si presenta al Grand Hotel e recupera la lettera, mentendo però a Julio dicendogli di non averla trovata. Julio preferirebbe lasciare Cantaloa con sua sorella, constatando quanto Cristina è cambiata: prima era una ragazza onesta e gentile, ma ora è diventata cinica e avida, infatti sentendo di aver subito fin troppe umiliazioni da parte di Diego e Teresa, ricatta quest'ultima: vuole infatti dei soldi in cambio della lettera, e Alicia origlia la conversazione capendo che Cristina non aveva mentito, ed era stata sincera anche riguardo a Diego; infatti, quando Alicia va alla stazione di polizia per scagionarlo, nota lo stupore nello sguardo del suo fidanzato quando egli apprende che Cristina è ancora viva, poiché Diego credeva di averla realmente uccisa.
Javier, come direttore del Grand Hotel, chiede a Sebastián di rifornirlo di alcolici tramite i contrabbandieri che lui conosce. Diego viene allontanato dal Grand Hotel, infatti Teresa non intende ridargli il suo lavoro e scioglie il suo fidanzamento con Alicia, anche perché era ancora in collera con lui per aver scoperto che Cristina e Belén erano le sue amanti. Diego arriva a minacciare Teresa ricordandole che pure lui conosce il contenuto di quella lettera, ma Teresa non si lascia intimorire dato che senza la lettera in mano lui non ha prove tangibili contro di lei. Alicia ha paura di perdere Julio dato che ora lascerà la città con sua sorella, oltre al fatto che Teresa non approverebbe il loro amore, ma Javier le fa capire che non deve lasciarsi condizionare dalla loro madre e che se ama Julio deve combattere per lui.
Julio e Alicia si scambiano il loro primo bacio appassionato. Nel cuore della notte, Teresa si dirige nella lavanderia del Grand Hotel dove lei e Cristina si sono date appuntamento.
- Ascolti Spagna: telespettatori 3 562 000 – share 19,0%[5].
- Ascolti Italia: telespettatori 998 000 – share 4,90%[9].

## Il sangue della fanciulla
- Titolo originale: La sangre de la doncella
- Diretto da: Jorge Sánchez Cabezudo
- Scritto da: Olatz Arroyo, Gema R. Neira, Eligio R. Montero & Moisés Ramos

### Trama
Teresa si presenta all'appuntamento, ma ciò che vuole veramente è uccidere Cristina, infatti con la mano sinistra porta un candelabro e con la destra una pistola, ignara del fatto che a sua volta Cristina vuole tenderle una trappola uccidendola, manomettendo le manopole della piastra rilasciando gas di cokeria in modo che esploda quando Teresa entrerà nella lavanderia con il candelabro. Il piano fallisce quando Teresa sente Catalina urlare: ha trovato in cucina il cadavere di Cristina, uccisa con un colpo alla testa con il batticarne. Teresa ordina a Catalina di pulire il sangue e di portare il corpo di Cristina in lavanderia, in modo che tutti credano che sia morta lì, sbattendo accidentalmente la testa dopo aver perso i sensi inalando il gas.
Ayala non crede alla dinamica dei fatti descritta da Teresa e Catalina, avendo notato che c'era poco sangue nella lavanderia, e l'inclinazione del cadavere non coincide con la ferita, trovando inoltre del sangue proprio nella cucina, ma il giudice (amico di Teresa) lo costringe a chiudere l'indagine. Julio è disperato, affermando che la colpa è solo del Grand Hotel che ha corrotto l'animo gentile di sua sorella. Diego mostra a Teresa la lettera: non è stato lui a uccidere Cristina, ma è riuscito a recuperarla e si rifiuta di consegnarla alla sua futura suocera, obbligandola a ridargli il posto di direttore e a convalidare il suo fidanzamento con Alicia.
Per evitare che Cristina venga seppellita in una fossa comune, Andrés paga i becchini affinché consegnino il corpo a Julio, che lo sotterra nel bosco, essendo la sepoltura più dignitosa che può permettersi; Julio non ha il coraggio di spiegare a sua madre che Cristina è morta, quindi le mente scrivendole una lettera dove le racconta che Cristina ha sposato un uomo benestante e che si è trasferita in Argentina con lui. Javier viene nominato vice direttore e dato che i fornitori di alcolici a cui si è rivolto Sebastián sono pericolosi, e per evitare problemi di sorta decide di rivolgersi a loro come fornitori dell'hotel. Teresa, smaniosa di sbarazzarsi di Diego, promette a Sofía che nominerà Alfredo direttore del Grand Hotel se recupererà la lettera che è in possesso di Diego, sennonché Alfredo si rifiuta di farlo, stufo di prestarsi alle manipolazioni di Teresa.
Purtroppo Teresa e Sofía sono obbligate a ritornare al piano originale, ovvero prendere il figlio che Belén darà alla luce in modo che Alfredo creda che sia quello che avrà con sua moglie, visto che Catalina, troppo scossa dopo quello che è accaduto con Cristina, ha deciso di lasciare il Grand Hotel; Teresa è riuscita a trovarle un altro impiego dandole del denaro.
Anche se Andrés aveva vivamente consigliato a Julio di dimenticare Alicia ritenendo che a causa dei loro diversi ceti sociali non avrebbero mai costruito un futuro insieme, Julio le propone di fuggire con lui. Alicia, vestita elegantemente, alla sua festa di fidanzamento capisce di sentirsi fuori posto, perciò decide di scappare con Julio. Diego, disperato, legge la lettera che Alicia gli ha lasciato, spiegandogli che non vuole sciogliere il loro fidanzamento per mancanza di affetto nei suoi confronti, anche perché se lo avesse sposato probabilmente alla fine lo avrebbe anche amato, ma ciò che più desidera è allontanarsi da Teresa e dal suo mondo di fariseismo. Catalina, prima di lasciare il Grand Hotel, rivela ad Andrés che in realtà aveva trovato il corpo di Cristina nella cucina e che non è morta per un incidente.
- Ascolti Spagna: telespettatori 2 963 000 – share 16,2%[5].
- Ascolti Italia: telespettatori 998 000 – share 4,90%[9].

## L'impronta
- Titolo originale: La huella
- Diretto da: Sílvia Quer
- Scritto da: Olatz Arroyo, Eligio R. Montero & Moisés Ramos

### Trama
Proprio quando Julio e Alicia stanno per fuggire insieme, i due vengono fermati da Andrés, il quale rivela a Julio che Cristina è morta nella cucina e non nella lavanderia, e che il corpo era stato spostato. Julio, capendo che ci sono ancora troppi segreti attorno alla morte di sua sorella, decide di rimanere a Cantaloa rimandando la sua partenza, ma Alicia ne rimane delusa, sentendo che Julio non la ama come lei merita. Alicia va nell'ufficio di Diego e trova la lettera che lei gli aveva lasciato, stropicciata; capisce che lui l'ha letta ma che ha fatto finta di niente per non mortificarla, e decide quindi di sposarlo.
Diego decide di sorvolare sul fatto che Javier si fa rifornire di alcolici dai contrabbandieri. Intanto Ayala inizia a sospettare di Alfredo e Sofía, capendo che a uccidere Cristina è stato uno di loro perché sono gli unici che non hanno un alibi per la sera dell'omicidio della cameriera. Belén trova la lettera che Diego aveva nascosto e la legge, scoprendo finalmente il segreto tanto temuto da Teresa: Andrés è il figlio illegittimo di Carlos, il defunto marito di Teresa, e quindi fratellastro di Alicia, Sofía e Javier. Nessuno oltre a Teresa e Diego era a conoscenza di questa verità. Carlos ha sempre amato Andrés, ma per salvaguardare le apparenze è stato costretto a ignorarlo, rammaricandosene, e infatti in quella lettera aveva dichiarato che era disposto a riconoscere Andrés come suo figlio e suo legittimo erede, essendo a tutti gli effetti il suo primogenito maschio.
Belén convince Andrés a sposarla in una piccola cerimonia, e Julio fa da testimone allo sposo. L'assassino dei coltelli d'oro uccide un'altra donna, la quale lo morde alla mano. Ayala con astuzia ottiene le impronte digitali di Alfredo, mentre Julio e Andrés fanno sì che ottenga anche quelle di Sofía, in modo da fare un riscontro con quelle sull'impugnatura del batticarne. Belén, con velate allusioni, fa capire a Diego e Teresa che lei è in possesso della lettera e che avendo sposato il vero erede del Grand Hotel, adesso lei è intoccabile.
Teresa rivela la verità a Sofía e Alfredo su Andrés, e i due a loro volta la rivelano a Javier. Lady nota che Benjamín ha una feria sulla mano, la stessa che si è procurato l'assassino del coltello d'oro: è lui infatti l'assassino seriale. Ayala trova le impronte digitali di Sofía sul batticarne e capisce che è lei l'assassina: voleva che Cristina restituisse la lettera a Teresa, ma l'aveva già affidata a Diego, inoltre Cristina era intenzionata a distruggere il Grand Hotel facendolo saltare in aria manomettendo le manopole del gas, e Sofía impulsivamente la colpì col batticarne uccidendola. Alfredo pur di proteggere sua moglie, si assume tutta la colpa e, anche se Ayala non gli crede, l'ispettore si vede costretto a prosciogliere Sofía da tutte le accuse arrestando Alfredo.
Alicia e Diego si sposano, ma lei pensa solo a Julio. Benjamín lascia Cantaloa con la scusa di dover tornare nel suo paesino per via della morte del fratello. Ad Andrés viene dato l'incarico di aggiustare il lampadario della sala ricevimento del Grand Hotel arrampicandosi sulle scale. Viene staccata la corrente, ma due fili di rame sono fuori posto, e la corrente viene stranamente riattaccata: Andrés viene colpito da una scossa elettrica e cade dalle scale, completamente privo di sensi.
- Ascolti Spagna: telespettatori 3 443 000 – share 19,1%[5].
- Ascolti Italia: telespettatori 1 306 000 – share 7,00%[10].